# Hôtel d'Arenberg
L'hôtel d'Arenberg, situé dans le centre-ville de Braine-le-Comte, désigne un bâtiment qui occupait autrefois la fonction d'hôtel de ville. Depuis 1971, la vocation de cet édifice est essentiellement d'ordre culturel. 

## Historique
Le bâtiment est édifié au tournant des XVIe et XVIIe siècles. Il s'agissait d'une maison contenant plusieurs logements. Ceux-ci ont connu plusieurs propriétaires successifs. En 1608, il appartient au Maïeur de Braine Lucas Le Waitte. En 1718, il est à Anne-Marie Hoquelet, veuve du sieur Nicolas Huet, bourgeois de Braine. C'est seulement le 9 juillet 1718, que le duc Léopold-Philippe d'Arenberg en devient le propriétaire. Déjà, depuis le milieu du XVIIe siècle, la famille d'Arenberg était seigneur de Braine-le-Comte. 
En 1720, lors de la démolition de la halle au centre de la Grand-Place, qui servait aussi d'hôtel de ville, le duc d'Arenberg loua au Magistrat, ancêtre du conseil communal, une salle de réunion à l'étage du bâtiment ainsi qu'une pièce pour les archives. C'est aussi à partir de 1739, et jusqu'en 1810, que l'hôtel commença à servir également de prison. Cette fonction judiciaire s'accentua par l'installation en 1873 et en 1898  du commissariat de police. Cependant, le restant de l'hôtel continuait à être occupé par d'autres locataires. L'un d'eux aménagea même un cabaret au rez-de-chaussée de l'édifice, d'abord nommé Au duc d'Arenberg, puis rebaptisé le Café de la Régence. Le rez abrita aussi la salle des poids et balance, où les marchands acquittaient les impôts sur les marchandises.  
Entretemps, le conseil communal se sentit rapidement à l'étroit dans ses locaux. En 1891, celui-ci demanda la mise à sa disposition de l'hôtel tout entier. Le duc d'Arenberg accepta et le loua pour 500 f par an. La famille ducale en resta le propriétaire jusqu'en décembre 1899 lors de l'achat de l'hôtel par la commune. L'intérieur en fut alors complètement réorganisé, surtout après les travaux réalisés en 1905 par l'architecte Jules Charbonnelle. Il abrita notamment le secrétariat communal, le bureau du bourgmestre ainsi que l’État Civil. Dans les années 70, tous ces services communaux déménagèrent pour s'installer dans un autre bâtiment de la Grand-Place. La façade et la toiture furent ensuite classés le 22 octobre 1973. Et c'est seulement à partir du 20 décembre 1983 que le conseil communal décida de renommer le bâtiment Hôtel d'Arenberg.
Le 21 août 1914 un incendie ravagea le toit à cause de l'imprudence des soldats allemands à la recherche de cache d'armes. L'hôtel bénéficia alors d'une restauration, de nouveau effectuée sous la direction de l'architecte Jules Charbonnelle, en 1919-1923, la dernière avant celle réalisée sur la façade en 2002. 
Occasionnellement, l'Hôtel d'Arenberg sert lors des matchs de balle-pelote. En effet, la longueur du terrain pour pouvoir y jouer doit faire 30 mètres. Anciennement, cette mesure était respectée en utilisant la chaussée qui traverse le bas de la Grand-Place de Braine. Aujourd'hui, à cause du trafic routier, c'est désormais le hall d'entrée de l'hôtel qui permet aux joueurs de pouvoir s'élancer et d'envoyer la balle sur le terrain.

## Description architecturale

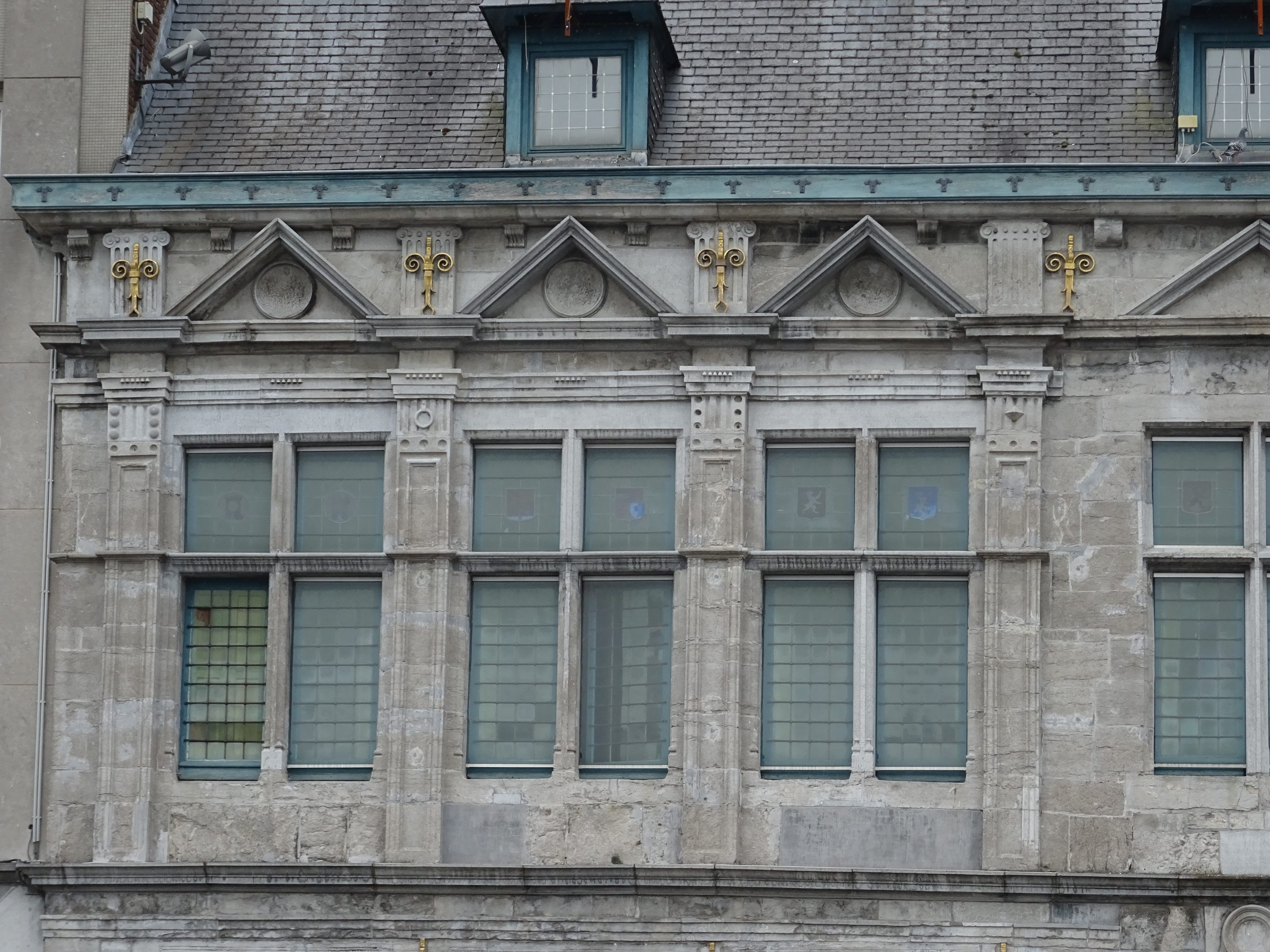
Partie gauche de la façade en style renaissance.

L'Hôtel d'Arenberg est un exemple de l'architecture civile ancienne. L'ensemble, tel qu'il se présente aujourd'hui, est le résultat de la restauration effectuée en 1905 par l'architecte Jules Charbonnelle. Le style général est le gothique tardif avec des éléments décoratifs de la Renaissance. 
L'entrée de ce bâtiment ne se situe pas au centre ce qui montrerait que sa construction s'est déroulée en deux épisodes. Il témoigne de la réunion de deux parcelles ordinaires. Son décor montre aussi la volonté du propriétaire de vouloir paraître. Celle-ci est accentuée par la localisation même de la maison : au centre du côté haut de la Grand-Place où se tient le marché et les grands événements de la ville. 
La façade au rez-de-chaussée comprend trois fenêtres à sa droite et deux fenêtres à sa gauche, séparées par un portique en anse à panier entouré d'une archivolte à crossette dont les montants sont ornés à la base de moulures prismatiques. Au-dessus des fenêtres, sur les linteaux, se trouve une frise avec perlage finement ciselé. Entre la porte et les deux fenêtres de gauche le blason aux armes de la ville est taillé en relief dans la pierre bleue de la région d'Ecaussinnes, matériau de base de l'ensemble de la façade.

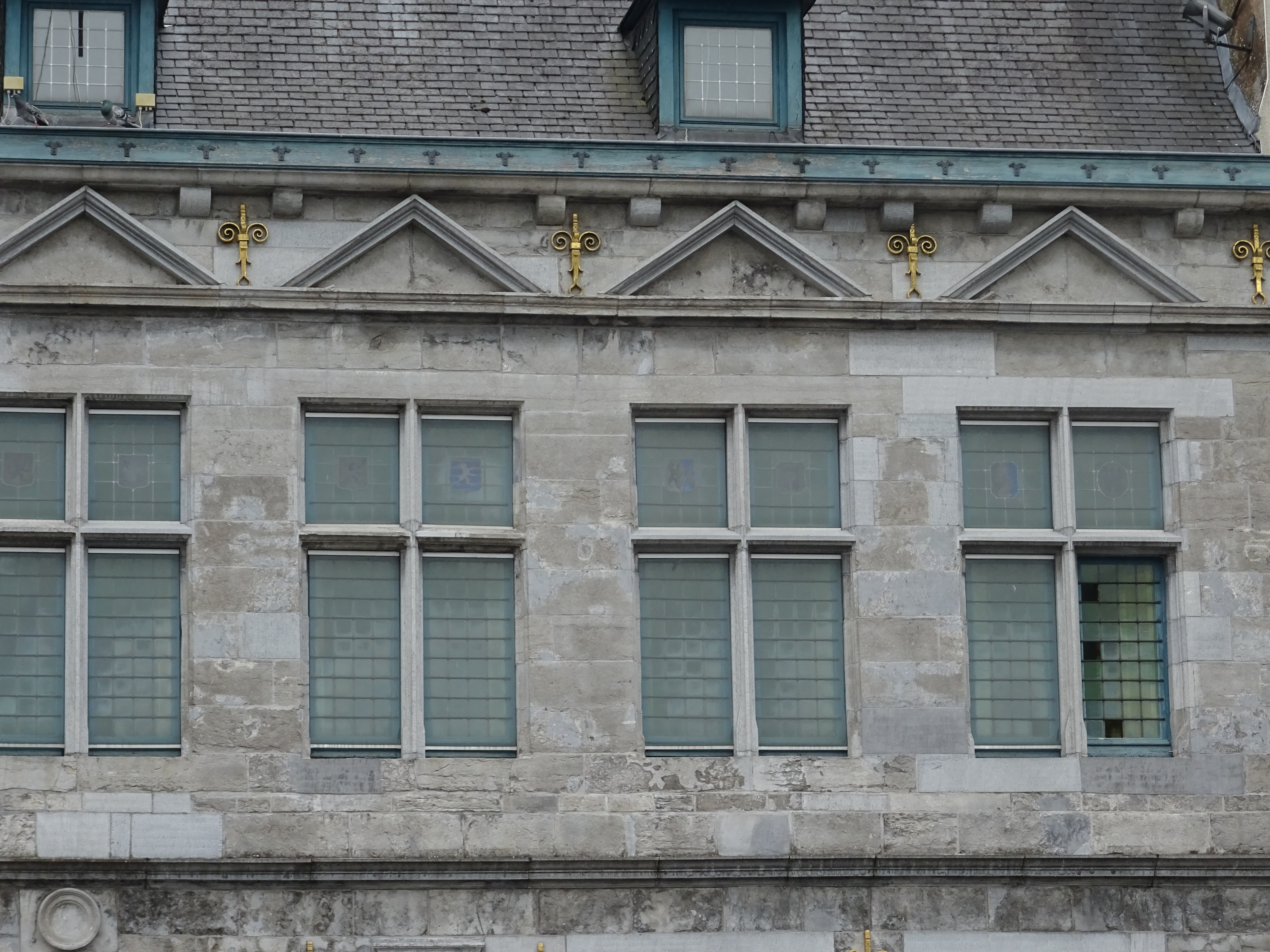
Partie droite de la façade en style gothique.

L'étage montre sept fenêtres à meneaux surmontés de frontons triangulaires, celles de la partie gauche, qui est la plus ancienne, sont séparés par quatre trumeaux plats à ornements variés, surmontés de chapiteaux sur lesquelles reposent les frontons. Des pilastres à panneaux partent du cordon de l'étage pour aboutir sous la corniche en pierre. Celle-ci est soutenue par des corbeaux moulurés du côté droit, le mieux décoré, et tout à fait unis du côté gauche. 
La toiture d'ardoises est percée de trois lucarnes et de quatre plus petites placées en quinconce. Au faîte du toit émerge un campanile contenant une horloge et la cloche La Bageole. Cette cloche doit son nom au fait qu'elle proviendrait de la basse geôle ancienne prison de la ville.

## L'intérieur
L'intérieur possède une allure éclectique mêlant les références du gothique tardif à celles de la Renaissance.
De part et d'autre du hall d'entrée, deux plaques scellées dans les murs commémorent les victimes civiles et militaires de la Première Guerre mondiale. Au rez-de-chaussée, la pièce à droite abritait autrefois le commissariat de police. Quant à la salle qui lui fait face, elle est surnommée "salle des Mambours", désignant ainsi le receveur qui était responsable de l'église et de la paroisse. C'est là que s'est tenu le cabaret et puis l’État Civil. Le hall d'entrée débouche ensuite sur la cage d'escalier qui occupe l'emplacement de l'ancienne cour. Le local en bas à gauche de l'escalier a servi de bureau au bourgmestre. Juste à droite de la porte, une stèle en pierre bleue encastrée dans le mur commémore les combattants volontaires de la révolution belge en 1830.

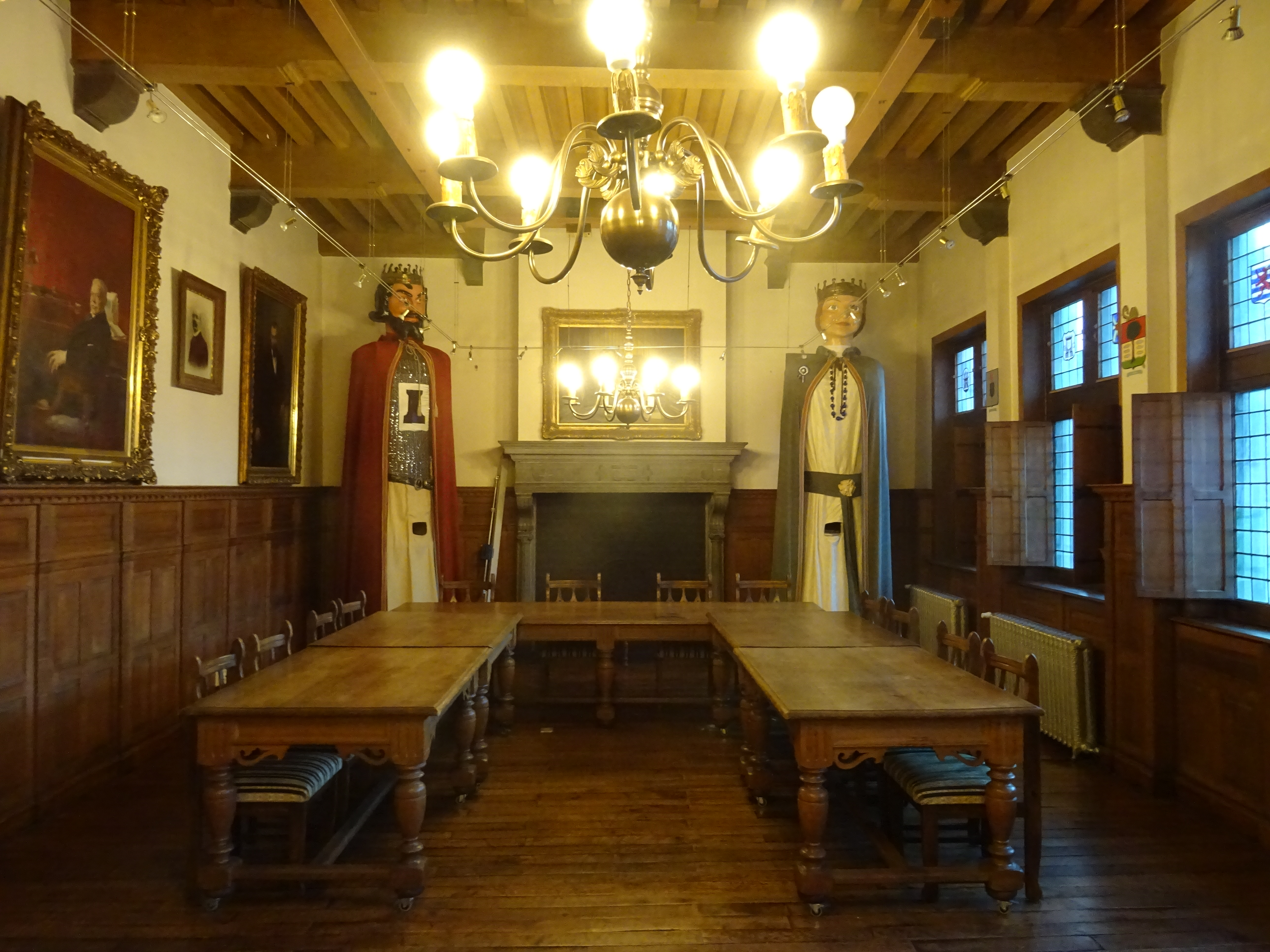
Salle du Grand Bailli au premier étage.

Le palier de l'escalier est éclairé par une large baie vitrée dont les médaillons représentent des corps de métiers et des blasons : le menuisier, le blason de la Belgique, le papetier, l'imprimeur, le blason de Braine-le-Comte, le semeur, le forgeron, les armes du Hainaut et le souffleur de verre. 
Le premier étage abrite une vaste salle créée par l'architecte Jules Charbonnelle en lieu et place de trois pièces. C'est ici que se sont tenus les mariages et les réunions du conseil communal. Aujourd'hui, elle est surnommée Salle du Grand Bailli. Son décor comporte deux cheminées Renaissance, celle à gauche de l'entrée est d'origine tandis que celle qui lui fait face en est sa copie fidèle. Leurs briques fonds représentent les profils de l'archiduc Albert et de son épouse l'archiduchesse Isabelle. Les taques de cheminée montrent les armoiries des Rois de France avec les lys et l'autre les initiales de l'empereur Charles Quint. Quant au plafond, celui d'origine a été remplacé après l'incendie de 1914 par une structure en béton armé avec une peinture imitant le bois. Sur les murs plusieurs peintures et gravures montrent des anciens bourgmestres de Braine-le-Comte : Joseph Martel, Aimé Oblin, Félicien Étienne, René Brancart, Henri Neuman et Jean-Baptiste Cornet. Et aussi des personnalités de la ville : Henri-Joseph Rey, Adolphe Gillis, le duc d'Arenberg et Émile Heuchon. Enfin, les sept fenêtres de la salle comportent des vitraux représentant les différents sigles, armoiries et sceaux en lien avec Braine-le-Comte.    

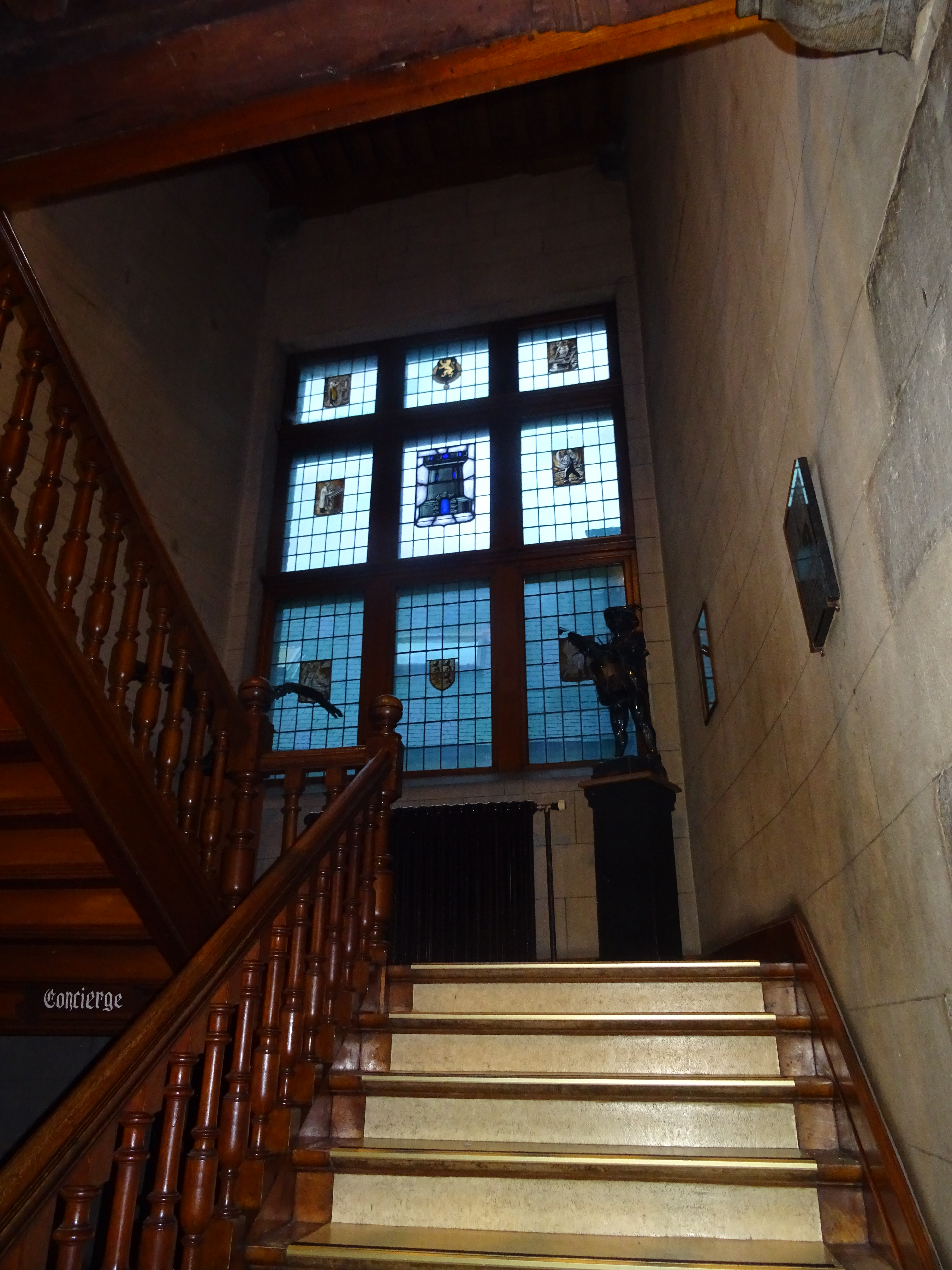
La cage de l'escalier avec sa baie vitrée.